# Kylie Cosmetics
Kylie Cosmetics es una empresa estadounidense de cosméticos fundada por Kylie Jenner. La compañía comenzó a vender Kylie Lip Kits, un juego de lápiz labial líquido y delineador de labios, el 30 de noviembre de 2015. Anteriormente conocida como Kylie Lip Kits, la empresa pasó a llamarse Kylie Cosmetics.
En 2018, Forbes informó que la empresa de Kylie estaba valorada en 800 millones de dólares y en marzo de 2019 la valoró en 900 millones de dólares.   Coty Inc. compró una participación controladora del 51% en la empresa por 600 millones de dólares en noviembre de 2019, valorando la empresa en aproximadamente 1.200 millones de dólares.   Sin embargo, a principios de 2020, Forbes informó, citando documentación del acuerdo con Coty, que Kylie Cosmetics se había sobrevalorado. 

## Lanzamiento
En 2014, Kylie Jenner y su madre Kris Jenner fundaron la empresa y se asociaron con Seed Beauty, una empresa minorista y de desarrollo de productos cofundada por los hermanos John y Laura Nelson.El primer producto de la compañía, Kylie Lip Kits, un lápiz labial líquido y delineador de labios, debutó el 30 de noviembre de 2015.Los primeros 15.000 kits de labios fueron producidos por Seed Beauty y financiados por Jenner a un costo de 250.000 dólares de sus ganancias como modelo. La empresa pasó a llamarse Kylie Cosmetics en febrero de 2016 y la producción se incrementó a 500.000 kits.A finales de 2016, los ingresos totales de la empresa superaban los 300 millones de dólares.
Jenner ha descrito su decisión de utilizar su antigua inseguridad sobre el tamaño de sus labios como inspiración para su marca, diciendo: «Es lo más auténtico que he hecho en mi carrera».

## Negocio

### Colaboraciones y colecciones
En abril de 2017, Jenner anunció su colaboración con su media hermana, Kim Kardashian, llamada KKW X Kylie. Kylie Cosmetics se asoció con Kim Kardashian poco después del lanzamiento de KKW.
En mayo de 2017, se anunció que Koko X Kylie regresaría para la segunda parte de la colaboración de las medias hermanas.
En un evento emergente de un mes de duración en noviembre de 2017, siete tiendas TopShop en todo Estados Unidos vendieron productos Kylie Cosmetics. En noviembre de 2018, Kylie Cosmetics comenzó a vender sus productos en Ulta. Muchos atribuyen el éxito de la marca a los labios cosméticamente alterados de Jenner.
En abril de 2018, Jenner anunció su colaboración en Kylie Cosmetics con su media hermana mayor, Kourtney Kardashian, llamada Kourt X Kylie.
El 9 de mayo de 2018, Kylie y Kris Jenner anunciaron su colaboración llamada Kris Kollection a través del Instagram personal de Kylie. El Mini Lip Set de Kris Kollection, que incluye ocho mini lápices labiales líquidos, se llama acertadamente «Momager», un título que Kris Jenner ha asumido personalmente e intentado registrar como marca registrada en los últimos años. Además del kit de labios «Momager», Kris Kollection incluye brillos de labios y una paleta de resaltadores/rubores en polvo prensado de cuatro platos, lo que ha creado mucha controversia en línea con críticas tanto buenas como malas. La colección fue lanzada justo a tiempo para el Día de la Madre.
En 2019, Kylie anunció su colaboración con Oliver Rousteing, director creativo de Balmain, en la colección KylieXBalmain. El cual se lanzó el 27 de septiembre de ese año.
En 2020, Kylie Cosmetics lanzó una colaboración con The Grinch para Navidad.
En octubre de 2021, Kylie Cosmetics lanzó una colaboración de Pesadilla en Elm Street para Halloween.
El 19 de octubre de 2022, Kylie Cosmetics lanzará una colaboración con Batman llamada Batman x Kylie.

### Colecciones no colaborativas
En febrero de 2018, Jenner lanzó la primera colección no colaborativa de Kylie Cosmetics: Weather. Jenner explicó que la colección es una oda a su hija, Stormi, quien inspiró la colección y nació a principios de ese mes.

### Ubicaciones emergentes
Kylie es conocida por hacer apariciones en tiendas emergentes ubicadas dentro de Topshops.

### Embalaje
En mayo de 2016, Kylie Cosmetics cambió el empaque de sus Lip Kits debido a denuncias de robo. Debido al embalaje fácilmente reconocible y a la gran demanda del producto en ese momento, algunos clientes recibieron cajas vacías después de que les robaran sus productos durante el proceso de envío. La caja original de Kylie Lip Kit era negra con un diseño de goteo de brillo de labios blanco. Para resolver el problema del robo, las cajas se cambiaron a un negro básico y el reconocible diseño del brillo de labios se trasladó al interior de la caja.
En el lanzamiento de abril de 2018 de la colección Kourt X Kylie, Kylie Cosmetics incluyó paletas de sombras de ojos con un nuevo empaque de plástico en lugar del tradicional empaque de cartón.

### Marketing
Si bien Jenner, o miembros de su familia, a menudo son el rostro de Kylie Cosmetics, el par de labios que anuncian los Lip Kits pertenecen a la bloguera de belleza y estilo de vida Ashley Rosales. Antes de ingresar a la comunidad de la belleza, Ashley Rosales sirvió en el ejército de los Estados Unidos como mecánica.
Jenner reveló que reclutó a su ama de llaves y a su novio Travis Scott para modelar muestras del maquillaje en sus brazos para anuncios en las redes sociales.

## Crítica

### Escándalo de brochas «de lujo»
En un hecho denominado por Cosmopolitan Australia como el «escándalo de las brochas de maquillaje de Kylie de 2017», Jenner recibió reacciones violentas de fanáticos, gurús del maquillaje y usuarios de Internet después de que Kylie Cosmetics lanzara un juego de 16 brochas de maquillaje de lujo, con un precio de 360 dólares. Después de que algunos YouTubers destacados, incluidos James Charles y Jeffree Star, opinaran negativamente sobre el precio del kit de cepillos, Jenner respondió a través de su Twitter personal y les dijo a sus fanáticos: «Los escucho, chicos».

### Controversia sobre el corrector de la piel
Después del lanzamiento de la línea de correctores Skin Concealer, Kylie Cosmetics recibió comentarios negativos de internautas que afirmaban que la compañía estaba copiando la línea de maquillaje de Rihanna, Fenty Beauty. Aunque la intención de la línea de maquillaje era seguir siendo inclusiva, algunos asumieron que Jenner se estaba beneficiando de la diversidad al incluir 30 tonos en su línea de correctores.
También se observó que todos los tonos más oscuros tenían matices rojos, como se describe explícitamente en el sitio web de Kylie Cosmetics, lo que generó críticas de que no se adaptaba a todos los tipos de piel.

### Controversia de la paleta de sombras de ojos
En 2017, Kylie Cosmetics recibió una reacción violenta después de que los clientes comenzaran a informar sobre un olor extraño y preocupante de la paleta de sombras de ojos Royal Peach de la marca. Este olor acre se describió como un olor a «químico y pegamento», y muchos lo compararon con «pintura en aerosol» y «diluyente de pintura».

### Rubores «provocativos»
El lanzamiento de la línea de rubores de Kylie Cosmetics en marzo de 2018 provocó enojo entre algunos fanáticos que pensaron que los nombres de algunos de los nuevos productos, como «Barely Legal» (apenas legal), «Virginity» (virginidad), «X Rated» (clasificación x) y «Hot and Bothered» (caliente y molesto), eran demasiado provocativos, especialmente para los seguidores más jóvenes de Jenner.

### Sobrevaloración de la empresa
El 8 de abril de 2020, Forbes volvió a nombrar a Jenner como la multimillonaria «hecha a sí misma» más joven del mundo, citando que su patrimonio neto había aumentado a 1.200 millones de dólares. Sin embargo, en mayo, Forbes emitió un comunicado acusando a Jenner de falsificar documentos fiscales para aparecer como multimillonaria. La publicación también la acusó de inventar cifras de ingresos para Kylie Cosmetics, citando documentos que Coty Inc (que había adquirido una participación mayoritaria en Kylie Cosmetics) había publicado. El artículo de Forbes concluyó que Kylie Cosmetics era significativamente más pequeña y menos rentable de lo que se informó anteriormente.